# Enicospilus fusiformis
Enicospilus fusiformis là một loài tò vò trong họ Ichneumonidae.